# Еврисфен
Еврисфен (др.-греч. Εὐρυσθένης) — легендарный царь Спарты из рода Агидов, правивший в XI веке до н. э. Родоначальник рода Агидов. Жена Лафрия. Получил царскую власть на 80-м году после Троянской войны и удерживал её 42 года (условно 1104—1062 годы до н. э.).
Еврисфен был сыном Аристодема и Аргии и являлся старшим братом-близнецом Прокла. По свидетельству Геродота, вскоре после рождения сыновей-близнецов, Еврисфена и Прокла, Аристодем скончался. Править стал их дядя Ферас. Когда мальчики подросли, то спартанцы их обоих провозгласили царями. Но хотя они были братьями, они всю жизнь враждовали между собой, и эта их вражда продолжалась в их потомстве.
Согласно Эфору, братья разделили Лаконику на шесть частей и основали города. Спарту Гераклиды сделали своей столицей, в остальные части они послали царей, разрешив им, в силу редкой населенности страны, принимать к себе всех желающих иностранцев. Соседние племена находились в подчинении у спартанцев, но имели равноправие, как и в отношении прав гражданства, так и в смысле должностей. Назывались они илотами.
Еврисфен был женат на Лафрии, сестре-близнеце жены его брата Прокла. Девушки были дочерьми Ферсандра, сына Агамедида царя клеестонийцев и правнука сына Геракла Ктесиппа.